# Photo CD

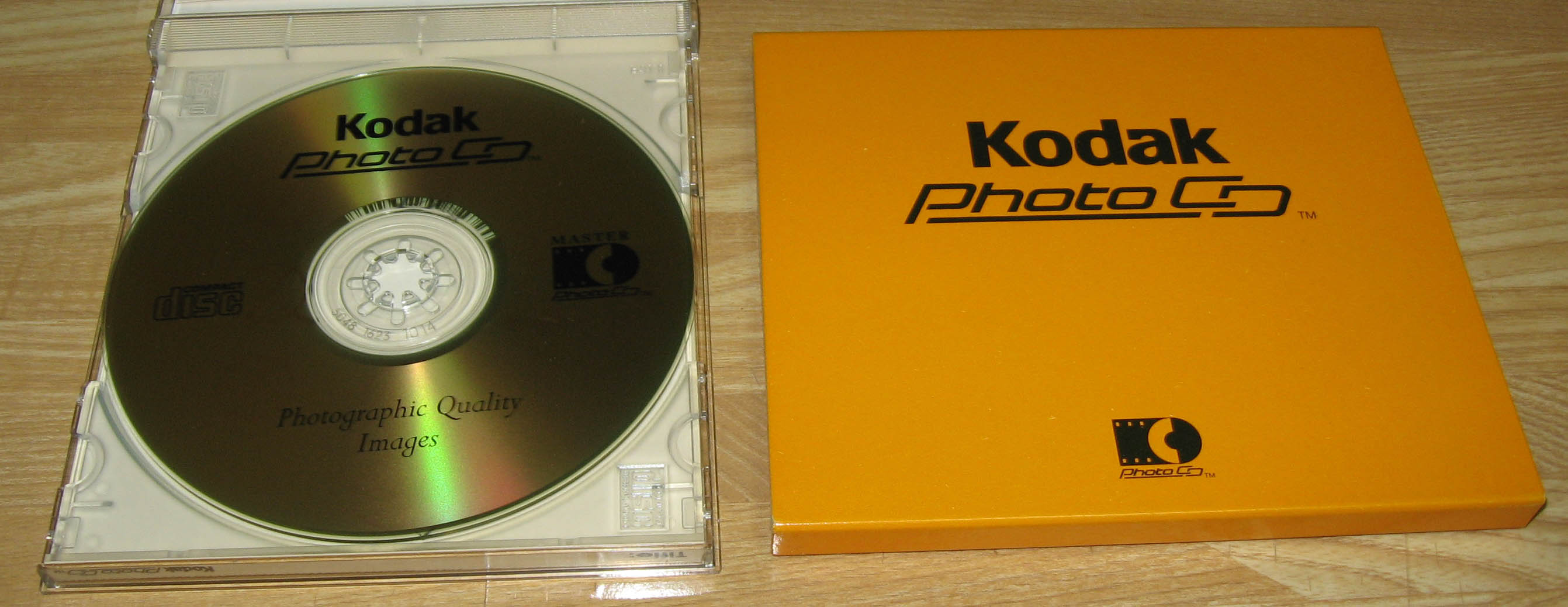
Kodak Photo CD i embalatge.

Photo CD és un sistema dissenyat per Kodak per a digitalitzar i guardar fotos en un CD. Llançats en 1991, els discos van ser dissenyats per a contenir prop de 100 imatges d'alta qualitat, còpies escanejades i diapositives utilitzant una codificació patentada especial. Els CD de fotos es defineixen en el Llibre beix i també compleixen amb les especificacions CD-ROM XA i CD-i Bridge. Es van dissenyar per a reproduir-los en reproductors de CD-i, reproductors de Photo CD (PowerCD d'Apple, per exemple) i qualsevol computadora amb un programari adequat (SilverFast DC o HDR de LaserSoft Imaging, per exemple).
El sistema no va aconseguir obtenir un ús massiu entre els consumidors, en part a causa de la seva naturalesa patentada, els preus dels escàners de ràpida disminució i la falta d'unitats de CD-ROM en la majoria dels ordinadors personals. A més, Photo CD es va basar en televisors basats en CRT per a ús domèstic. No obstant això, aquests van ser dissenyats per a imatges en moviment. El seu típic parpelleig es va convertir en un problema en veure fotografies fixes. El sistema Photo CD va guanyar un bon nivell d'acceptació entre els fotògrafs professionals a causa del baix cost dels escanejos de pel·lícules d'alta qualitat. Abans de Photo CD, els professionals que desitjaven digitalitzar les seves imatges cinematogràfiques es veien obligats a pagar tarifes molt més altes per a obtenir escanejos de tambor dels seus negatius de pel·lícula i transparències.